# سارانون آنوین
سارانون آنوین (تایلندی: สรานนท์ อนุอินทร์؛ زادهٔ ۲۴ مارس ۱۹۹۴) بازیکن فوتبال است.

## باشگاهی
از باشگاه‌هایی که در آن بازی کرده‌است می‌توان به باشگاه فوتبال چیانگرای یونایتد اشاره کرد.

## تیم ملی
وی همچنین در تیم ملی فوتبال تایلند بازی کرده‌است. 